# 2628 Kopal
2628 Kopal (1979 MS8) là một tiểu hành tinh vành đai chính được phát hiện ngày 25 tháng 6 năm 1979 bởi E. F. Helin và S. J. Bus ở Siding Spring.